# CSM Știința Baia Mare
CSM Știința Baia Mare este un club de rugby din municipiul  Baia Mare, care evoluează în SuperLiga, campionatul de elită din România. Echipa a fost înființată în 1 ianuarie 1977 și a jucat primul sau meci pe 18 septembrie din același an. Echipa Știința Baia Mare este singura echipă din România care a câștigat de 4 ori consecutiv titlul de campioană în SuperLiga

## Palmares

### Titluri Naționale
| Competiții         | Campioană | Sezoane                                              |
| ------------------ | --------- | ---------------------------------------------------- |
| SuperLiga          | 9         | 1990, 2009, 2010, 2011, 2014, 2019, 2020, 2021, 2022 |
| Cupa României      | 6         | 1980, 1990, 1999, 2010, 2012, 2020                   |
| Supercupa României |           |                                                      |
| Cupa Regelui       | 2         | 2016, 2017                                           |

- Note:      record
- Referințe:[3][4][5]

### Trofee Internaționale
| Competiții                                   | Campioană | Sezoane    |
| -------------------------------------------- | --------- | ---------- |
| Central and Eastern European Rugby Union Cup | 2         | 2010, 2011 |

- Note:      record
- Referințe:[6]

## Legături externe
- Site-ul oficial CSM Știința Baia Mare Arhivat în 9 februarie 2019, la Wayback Machine.
- Prezentare la SuperLiga

1. ↑  CSM Stiinta Baia Mare, Rugby Romania
2. ↑  PERFORMANȚĂ ISTORICĂ - Știința Baia Mare a devenit prima echipă din istoria rugby-ului modern care a câștigat de 4 ori consecutiv titlul de campioană a României - 2mnews, 2mnews, 4 decembrie 2022
3. ↑  http://rugbyarchive.net/compseasons/66
4. ↑  http://rugbyarchive.net/compsoverview/66
5. ↑  http://rugbyarchive.net/compsoverview/67
6. ↑  http://rugbyarchive.net/compsoverview/519